# Płocki Hufiec Harcerek „Przymierze”
Płocki Hufiec Harcerek „Przymierze” – jednostka terytorialna Mazowieckiej Chorągwi Harcerek ZHR, powstała w 1998. Zrzesza żeńskie drużyny ZHR działające na terenie Płocka, Płońska, Proboszczewic i Szczawina Kościelnego. Przy hufcu działają Kręgi Zastępowych "Pryzmat" oraz Kapituła Stopnia Wędrowniczki "Burza".

## Drużyny Płockiego Hufca Harcerek
- 3 Płocka Drużyna Harcerek „Jabłoń” im. św. siostry Faustyny Kowalskiej – p.o. wędr. Daria Jarzyńska
- 1. Szczawińska Drużyna Harcerek „Hedvigis” - pwd. Klaudia Bielecka wędr.
- 1. Płońska Drużyna Harcerek „Orlice” im. św. Matki Urszuli Ledóchowskiej - pwd. Liwia Ostrowska wędr.
- 5 Płocka Drużyna Harcerek „Polana” im. Anny Jenke - pwd. Anna Drąg HR
- 37 pPDW "Vivalbero"- phm. Zofia Milewska HR

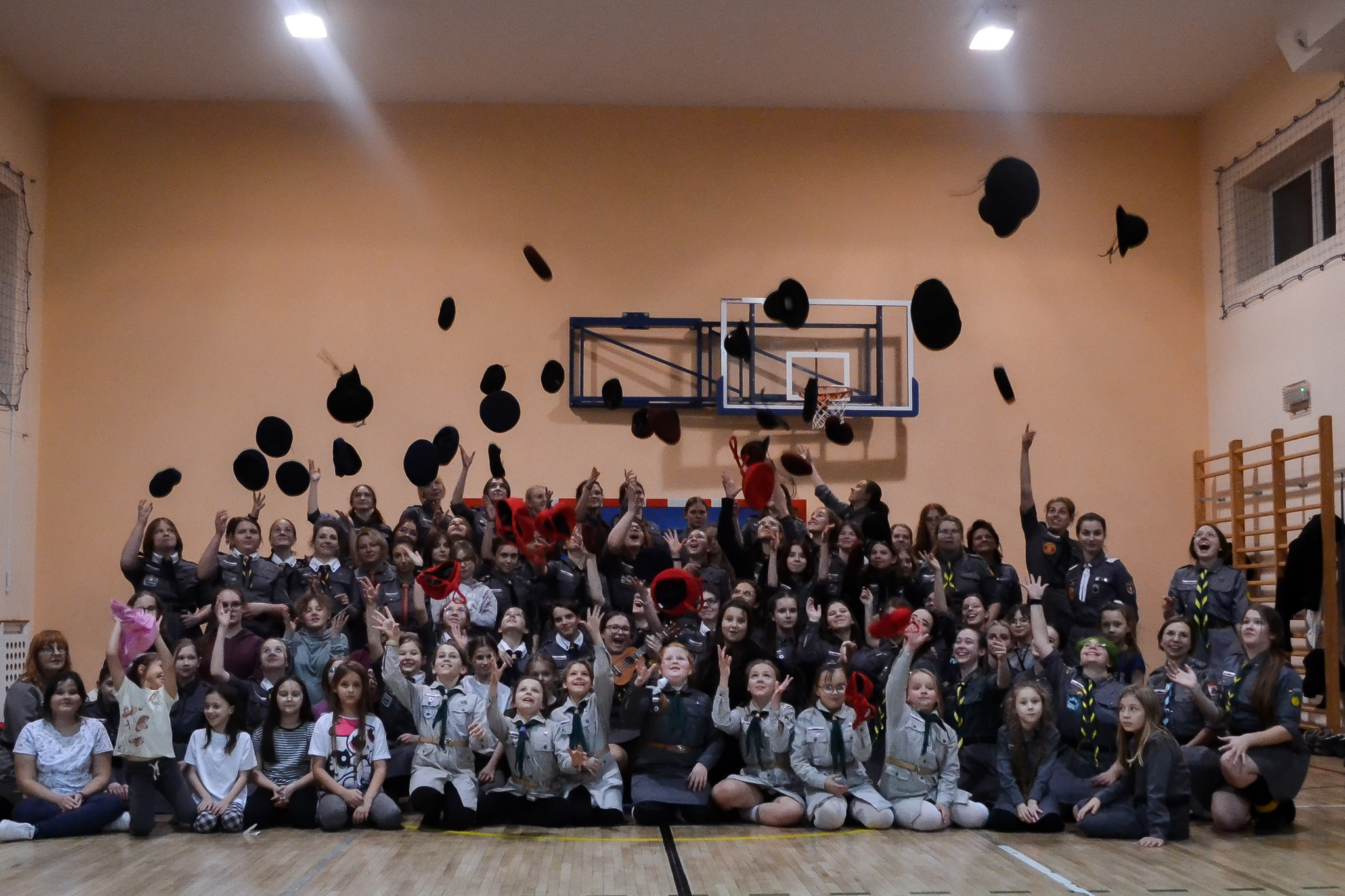

- 1 Szczawińska Gromada Zuchenke "Elfy z Fiołkowego Wzgórza"- phm. Monika Borkowska HR